# Martinijan
Sextus Marcius(?) Martinianus († 325.) od 324. bio je suvladar rimskog cara Licinija.
Martinijan prvo je bio na položaju magister officiorum, a Licinije ga je odredio za suvladara nakon poraza u bitki kod Adrianopola 3. lipnja 324. Martinijan je trebao kod Lampsakosa zaustaviti Konstantina I. Velikog. Nakon potpunog poraza u bitki kod Hrizopolisa 18. rujna 324. Martinijan i Licinije su odvojeno zarobljeni, Martinijan u Solunu, a Licinije u Maloj Aziji u Kapadociji. 
Godine 325. su oboje smaknuti. 